# 다름슈타트현

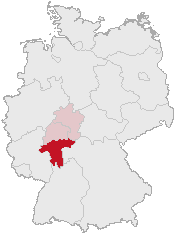
독일에서 다름슈타트 현의 위치

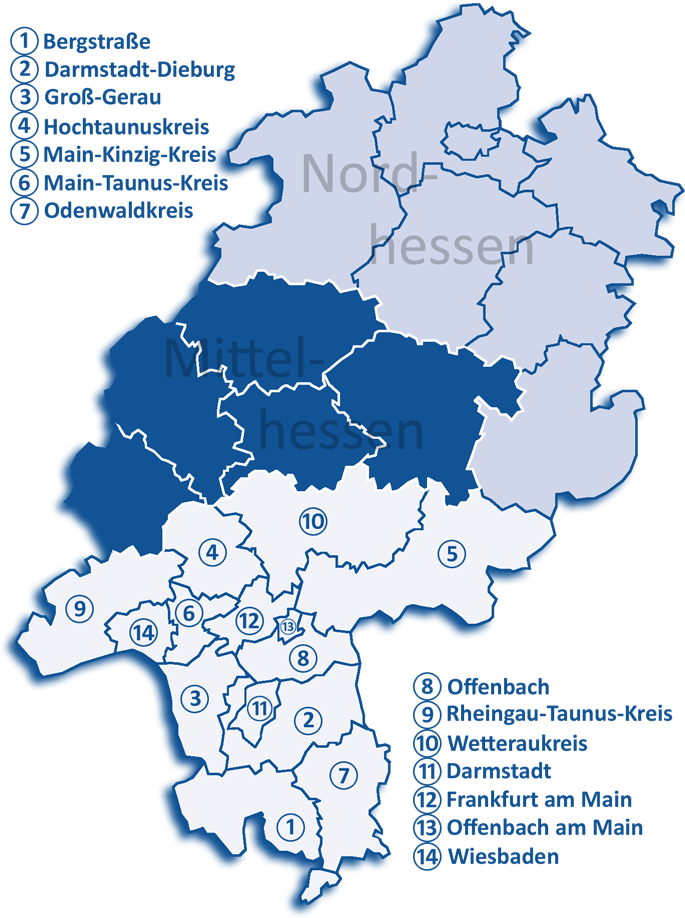
헤센 주에서 다름슈타트 현의 위치

다름슈타트현(독일어: Regierungsbezirk Darmstadt)은 독일 헤센주 남부에 위치한 현(Regierungsbezirk)으로 현도는 다름슈타트이며 면적은 7,444.88km2, 인구는 3,835,592명(2011년 기준), 인구 밀도는 520명/km2이다. 10개 군(Landkreise), 4개 시(Kreisfreie Städte)를 관할한다.

## 하위 행정 구역

### 군(Landkreise)
1. 베르크슈트라세군(Bergstraße)
2. 다름슈타트디부르크군(Darmstadt-Dieburg)
3. 그로스게라우군(Groß-Gerau)
4. 호흐타우누스군(Hochtaunuskreis)
5. 마인킨치히군(Main-Kinzig)
6. 마인타우누스군(Main-Taunus)
7. 오덴발트군(Odenwaldkreis)
8. 오펜바흐군(Offenbach)
9. 라인가우타우누스군(Rheingau-Taunus)
10. 베테라우군(Wetteraukreis)

### 시(Kreisfreie Städte)
1. 다름슈타트 시(Darmstadt)
2. 프랑크푸르트암마인 시(Frankfurt (Main))
3. 오펜바흐 시(Offenbach)
4. 비스바덴 시(Wiesbaden)